# Philodromus bistigma
Philodromus bistigma là một loài nhện trong họ Philodromidae.
Loài này thuộc chi Philodromus. Philodromus bistigma được Eugène Simon miêu tả năm 1870.